# 夏店戰鬥
夏店戰鬥發生於1938年10月25日－11月7日，地點則是在中國鄂東一帶。是抗日戰爭主要戰鬥之一，也是中國國軍從武漢撤退至重慶的零星戰鬥。交戰一方為守軍之國民革命軍，另一方則為日軍。